# إذاعة الصين

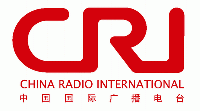

إذاعة الصين الدولية (中国国际广播电台،) هي واحدة من إثنتي شبكات إذاعية مملوكة للدولة في جمهورية الصين الشعبية.
في الثالث من ديسمبر 1941 بدأت إذاعة الصين بث برامجها للخارج.
و كانت تسمى اذاعة بكين - وهو صوت ينطلق من العاصمة الصينية بكين مدويا في الفضاء وعبر الأثير: هنا بيجين - هنا بيجين
تهدف إذعة الصين الدولية إلى دعم التفاهم وبناء جسور الصداقة بين أبناء الشعب الصيني والشعوب الأخرى حول العالم. تبث إذاعة الصين الدولية برامجها في 289 ساعة يومياً حول العالم في 43 لغة. تغطي برامج الإذاعة المواضيع الأخبارية، والأحداث الجارية، السياسة، الاقتصاد، الثقافة، والرياضة والمنوعات والشؤون الاجتماعية والصحية والبيئية والعلوم والتقنية إلى غير ذلك.

## القسم العربي في إذاعة الصين
تأسس القسم العربي في 3 نوفمبر عام 1957. بدأت البرامج الإذاعية في القسم العربي على فترتين يومياً، وكانت كل فترة تستغرق ثلاثين دقيقة.وفي عام 1959 بدأت الإذاعة على فترتين يومياً، وكانت فترة البث تستغرق ساعة واحدة.و في عام 1981 ازدادت ساعات البث إلى ثلاث ساعات يومياً وتأسس أول ناد استماع بمدينة صفاقس التونسيةC A S T ويضم مجموعة من المستمعين التونسيين والعرب الأوفياء الذين فيهم من زار الصين سواء على نفقته الخاصة أو على نفقة الإذاعة، ويشاركون في المسابقات المختلفة حول معرفة الصين واحوالها من الثقافة والحضارة الصينية العريقة ولديهم رغبة واحدة في الاستماع إلى البرامج العربية ومناقشتها.
وفي 28 مارس من العام 1999أطلقت إذاعة الصين الدولية برنامجها العربي الداخلي في قناة FM88.7 على نطاق العاصمة بكين 北京، ويستمر بث البرنامج الإذاعي ساعة واحدة كل يوم.
في 17 ابريل 2012 مناسبة بدء بث برامج إذاعة الصين الدولية باللغتين العربية والفرنسية في موريتانيا على موجة أف أم 95. 7